# Jessica Heribertsson
Ann Jessica Irene Heribertsson, född 26 november 1975 i Varberg, är en svensk musikalartist.

## Biografi
Heribertsson har studerat på Balettakademin i Göteborg och bland annat spelat roller som Mabel i Fame på Oscarsteatern och på turné, i Skönheten och Odjuret och som Jill i Grease, båda på Göta Lejon. Hon spelade Milli i Mega på Göteborgsoperan och på Vasateatern, samt Graziella i West Side Story under Göteborgsoperans turné till Rom, Italien. Nämnas bör också solist i 'Queen – The Show Must Go On och En kul grej hände på vägen till Forum på Östgötateatern.
År 2007 blev Heribertsson nominerad till Guldmasken för rollen som Joanne i Rent på Göta Lejon. Hon har även spelat Carro i Footloose och hösten 2009 och våren 2010 gjorde hon den bejublade huvudrollen Tracy i Hairspray på Chinateatern. Den 14 maj 2010 var hon med i Så ska det låta och tävlade i samma lag som David Lindgren. Sommaren 2012 spelade hon Fröken Fleggman i Parkteaterns Fröken Fleggmans Mustasch.
Roller i pjäserna "Vänner", regi Sissela Kyle, "Kort Möte", regi Colin Nutley, båda på stadsteatern Stockholm säsong 2011-2012. Gjorde rollen som Regina i Rock of Ages på Chinateatern 2013. Medverkat som en av tre sångerskor i Jonas Gardells föreställning Mitt enda liv mellan 2013 och 2015 på Maximteatern, Lisebergshallen och stor arenaturné. Spelade karaktären Wilma i Buskisföreställningen Brännvin i kikaren på Vallarnas friluftsteater, Lisebergsteatern och Sverigeturné.

## Stipendier
- Varbergs kulturstipendium
- Parkteaterns vänners stipendium
- Hallands Nyheters kulturstipendium
- Torparpriset
- Balettakademiens Stipendium

## Filmografi
- 2008 – Hjärtrud – kvinnan i ditt liv
- 2013 – Röjar-Ralf (röst)
- 2014 – Tjuvarnas jul – Trollkarlens dotter

2019 miniräknarna UR Play SVT
2014 Ett sista race SF 

## Teater

### Roller (ej komplett)
| År   | Roll                        | Produktion | Regi                                    | Teater                   |
| ---- | --------------------------- | --- | --------------------------------------- | ------------------------ |
| 1999 | Milli                       | Mega | Pernilla Glaser                         | Göteborgsoperan          |
| 2001 | Protean                     | En kul grej hände på väg till Forum (A Funny Thing Happened on the Way to the Forum) Stephen Sondheim, Burt Shevelove och Larry Gelbart | Staffan Aspegren Roine Söderlundh       | Ösgötateatern            |
| 2004 | Mabel Washington            | Fame José Fernandez, Steve Margoshes och Jacques Levy                                                                                   | Hans Berndtsson                         | Oscarsteatern            |
| 2005 | Jill                        | Grease | Bjarni Haukur Thorsson Roine Söderlundh | Göta Lejon               |
| 2006 | Joanne                      | Rent Jonathan Larson | Jan Åström Roger Lybeck                 | Göta Lejon               |
| 2007 | Carro                       | Footloose Tom Snow, Dean Pitchford och Walter Bobbie                                                                                    | Roine Söderlundh                        | Stora Teatern/ Intiman   |
| 2009 | Tracy Turnblad              | Hairspray Mark Shaiman och Scott Wittman                                                                                                | Anders Albien                           | Chinateatern             |
| 2011 | Evelyn                      | Vänner (Absent Friends) Alan Ayckbourn                                                                                                  | Sissela Kyle                            | Stockholms stadsteater   |
| 2012 | Dolly                       | Kort möte (Brief Encounter) Noël Coward                                                                                                 | Colin Nutley                            | Stockholms stadsteater   |
| 2013 | Frida Fleggman              | Fröken Fleggmans mustasch Hans Alfredson och Tage Danielsson                                                                            | Niklas Hjulström                        | Parkteatern              |
| 2013 | Regina Justice (understudy) | Rock of Ages Chris D'Arienzo | Anders Albien                           | Chinateatern             |
| 2014 | Sångerska                   | Mitt enda liv Jonas Gardell | Jonas Gardell                           | Maximteatern             |
| 2014 | Wilma Jonsson               | Brännvin i kikar'n Lars Classon och Jojje Jönsson                                                                                       | Lars Classon                            | Vallarnas friluftsteater |
| 2016 | Maggan                      | Mamma Mia the Party | Roine Söderlundh                        | Tyrol                    |
| 2018 | Eva                         | Stoppa världen - jag vill stiga av (Stop the World – I Want to Get Off) Leslie Bricusse och Anthony Newley                              | Hans Marklund                           | Parkteatern              |
| 2019 | Medverkande                 | Queen of fucking everything Jonas Gardell                                                                                               | Jonas Gardell                           | Cirkus, Stockholm        |